# Kristen Connolly
Kristen Nora Connolly (Montclair, New Jersey, 1980. július 12. –) amerikai színésznő.
Emlékezetesebb szerepei voltak a Ház az erdő mélyén (2012) című filmben, továbbá a Kártyavár és a Zoo – Állati ösztön című televíziós sorozatokban.

## Filmográfia

### Film
| Év   | Magyar cím            | Eredeti cím                 | Szerep          | Magyar hang  |
| ---- | --------------------- | --------------------------- | --------------- | ------------ |
| 2003 | Mona Lisa mosolya     | Mona Lisa Smile             | diák            |              |
| 2008 | A szabadság útjai     | Revolutionary Road          | Mrs. Brace      |              |
| 2008 | Az esemény            | The Happening               | padon olvasó nő | Csondor Kata |
| 2008 | Az üresfejű           | Meet Dave                   | lány            |              |
| 2009 | Egy boltkóros naplója | Confessions of a Shopaholic | nő az aukción   |              |
| 2012 |                       | The Bay                     | Stephanie       |              |
| 2012 | Ház az erdő mélyén    | The Cabin in the Woods      | Dana Polk       | Csondor Kata |
| 2012 |                       | Ex-Girlfriends              | Laura           |              |
| 2014 | Egy jó házasság       | A Good Marriage             | Petra Anderson  |              |
| 2014 |                       | Worst Friends               | Zoe             |              |
| 2022 | Mélyvíz               | Deep Water                  | Kelly Wilson    |              |

### Televízió
| Év        | Magyar cím                               | Eredeti cím                       | Szerep              | Megjegyzések                                              |
| --------- | ---------------------------------------- | --------------------------------- | ------------------- | --------------------------------------------------------- |
| 2008      | New Amsterdam                            | New Amsterdam                     | Fanny               | 1 epizód                                                  |
| 2008      | Vezérlő fény                             | Guiding Light                     | Jolene              | 16 epizód                                                 |
| 2008      | Esküdt ellenségek: Bűnös szándék         | Law & Order: Criminal Intent      | Miranda / Teresa    | 1 epizód                                                  |
| 2008–2009 |                                          | As the World Turns                | Josie Anderson      | 39 epizód                                                 |
| 2009      |                                          | Life on Mars                      | Donna               | 1 epizód                                                  |
| 2009      | Jackie nővér                             | Nurse Jackie                      | Mrs. Vogal          | 1 epizód                                                  |
| 2009      | Mercy angyalai                           | Mercy                             | Carey Whitlow       | 1 epizód                                                  |
| 2010      |                                          | Superego                          | Josey               | tévéfilm                                                  |
| 2011      | A férjem védelmében                      | The Good Wife                     | Maggie Reeves       | 1 epizód                                                  |
| 2013–2014 | Kártyavár                                | House of Cards                    | Christina Gallagher | - 17 epizód - magyar hangja: - Solecki Janka              |
| 2014      | Houdini                                  | Houdini                           | Bess Houdini        | - minisorozat (2 epizód) - magyar hangja: - Szinetár Dóra |
| 2015      | Suttogók                                 | The Whispers                      | Lena Lawrence       | 10 epizód                                                 |
| 2015–2017 | Zoo – Állati ösztön                      | Zoo                               | Jamie Campbell      | - 39 epizód - magyar hangja: - Vadász Bea                 |
| 2017      | Hazugságok mágusa                        | The Wizard of Lies                | Stephanie Madoff    | - tévéfilm - magyar hangja: - Csondor Kata                |
| 2019–2021 |                                          | Evil                              | Mira Byrd           | visszatérő szereplő                                       |
| 2019      | Gyilkos lelkek                           | Prodigal Son                      | Beth Saverstein     | 1 epizód                                                  |
| 2022      | Odakinn                                  | Outer Range                       | Rebecca Abbott      | 3 epizód                                                  |
| 2022      | Esküdt ellenségek: Különleges ügyosztály | Law & Order: Special Victims Unit | Audrey O'Neill      | 1 epizód                                                  |
| 2023      | Vádlott                                  | Accused                           | Natalie Barnes      | 1 epizód                                                  |
| 2023–2024 | FBI: International                       | FBI: International                | Olivia Thornton     | 2 epizód                                                  |

## Fordítás
- Ez a szócikk részben vagy egészben  a   Kristen Connolly című angol Wikipédia-szócikk fordításán alapul.  Az eredeti cikk szerkesztőit annak laptörténete sorolja fel. Ez a jelzés csupán a megfogalmazás eredetét és a szerzői jogokat jelzi, nem szolgál a cikkben szereplő információk forrásmegjelöléseként.